# Kevin Magnussen
Kevin Jan Magnussen (Roskilde, 5 ottobre 1992) è un pilota automobilistico danese.
Figlio dell'ex pilota di Formula 1 Jan Magnussen, è stato attivo in Formula 1 dal 2014 al 2020 con McLaren, Renault e Haas, per poi ritornare dal 2022 al volante della scuderia statunitense. 
Nel 2021 e nel 2022 ha corso nella IMSA con la Cadillac Chip Ganassi Racing e ha corso una gara in IndyCar Series con la Arrow McLaren SP.

## Carriera
Magnussen iniziò la sua carriera con i kart. Nel 2008 passò alla Formula Ford in Danimarca, categoria di cui vinse il campionato. Corse anche in sei gare della ADAC Formel Masters.
Nel 2009, Magnussen si spostò in Formula Renault, giungendo secondo dietro ad António Félix da Costa nella Formula Renault 2.0 Northern European Cup e concludendo 7º nell'Eurocup, guidando per il team Motopark Academy.
Nel 2010, Kevin corse nella Formula 3 tedesca, inizialmente di nuovo con Motopark Academy, successivamente con Carlin Motorsport; vinse la prima gara della stagione a Oschersleben. Concluse 3º in campionato, vincendo il titolo di migliore tra i debuttanti.
Nel 2011, Kevin Magnussen si spostò nella Formula 3 Cooper Tires britannica alla guida di una Carlin.
Nel 2012 passa alla Formula V8 3.5 e, dopo un anno di apprendistato (con una vittoria e il 7ºposto finale), vince il titolo 2013 con 5 vittorie e 13 podi.

### Formula 1
Magnussen ebbe la sua prima esperienza sulla McLaren MP4-27 di Formula 1 sulla pista di Yas Marina durante i test per giovani piloti svoltisi il 6 novembre 2012. Il suo miglior tempo fu 1'42"651. Aveva già precedentemente lavorato con il team guidando al simulatore. Il tempo di Magnussen fu il migliore nei tre giorni di test e ciò impressionò il direttore sportivo della McLaren, Sam Michael. La distanza coperta nel corso dei test fu sufficiente per fargli ottenere la superlicenza.

#### McLaren (2014-2015)

##### 2014
Dopo aver vinto il titolo della Formula Renault 3.5 Series, il 14 novembre 2013 viene ufficializzato il suo ingaggio come pilota della McLaren in Formula 1 per il 2014 al posto del partente Sergio Pérez.

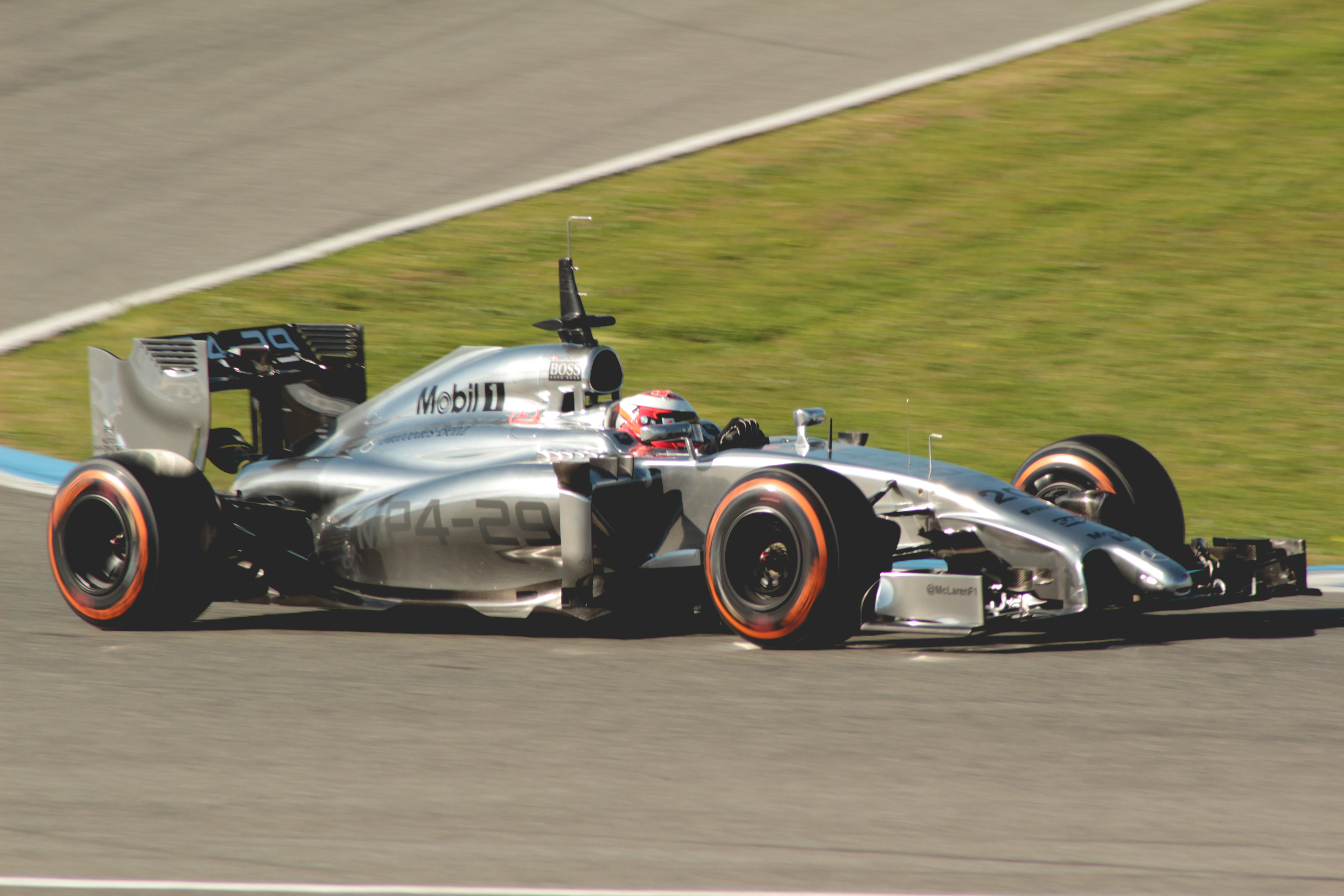
Magnussen durante i test pre-stagionali del 2014

Esordisce in Formula 1 nel Gran Premio d'Australia, prima prova del campionato 2014. Dopo essere partito dalla quarta posizione conclude il suo Gran Premio d'esordio al 3º posto (trasformatosi poi in 2º per la squalifica di Daniel Ricciardo), ottenendo contemporaneamente il primo podio in carriera e il primo podio per un pilota della sua nazione.
Nelle gare seguenti Magnussen non riesce a ripetere l'exploit, anche per via della minore competitività della sua vettura. Ad un nono posto in Malesia seguono tre gare senza punti. A Monaco il pilota danese chiude in decima posizione, dopo essere stato coinvolto in un incidente con Kimi Räikkönen, cogliendo nuovamente punti nel Gran Premio del Canada, nel quale giunge nono.
Seguono altri tre piazzamenti a punti, con due settimi posti in Austria e in Gran Bretagna e un nono posto in Germania. In quest'ultima occasione Magnussen viene coinvolto in un incidente poco dopo il via con Felipe Massa, rimontando poi dal fondo del gruppo.
La serie di piazzamenti a punti si interrompe nel Gran Premio d'Ungheria, nel quale il pilota danese si piazza dodicesimo dopo essere scattato dai box in seguito ad un incidente nelle qualifiche, che aveva comportato la sostituzione del telaio della sua monoposto. Nel Gran Premio del Belgio Magnussen si rende protagonista di un lungo duello con il compagno di squadra Jenson Button, Sebastian Vettel e Fernando Alonso per la quinta posizione. Una manovra difensiva troppo decisa nei confronti di quest'ultimo gli costa una penalità di 20 secondi, che lo fa retrocedere dalla sesta alla dodicesima posizione finale, escludendolo dai punti. Anche a Monza Magnussen si rende protagonista di un episodio simile, venendo penalizzato di 5 secondi per aver forzato Valtteri Bottas ad uscire di pista. Il pilota danese viene quindi retrocesso dal settimo al decimo posto finale.
Nel Gran Premio di Russia Magnussen coglie il miglior risultato stagionale dalla gara d'apertura, chiudendo al quinto posto. Nella parte finale di stagione, però, il pilota danese viene spesso messo in ombra dal suo più esperto compagno di squadra.
Magnussen chiude la sua prima stagione in Formula 1 con 55 punti, che gli valgono l'undicesimo posto in classifica generale.

##### 2015
Nella stagione 2015 viene confermato in McLaren come terzo pilota e collaudatore dopo che la scuderia inglese ha ingaggiato lo spagnolo Fernando Alonso. In seguito all'infortunio occorso proprio al pilota asturiano nella seconda sessione di test invernali, Magnussen sostituisce lo spagnolo nella terza sessione di test e nell'inaugurale Gran Premio d'Australia.
A causa della scarsa competitività ed affidabilità della monoposto Magnussen nelle qualifiche si aggiudica l'ultimo posto in griglia e in gara non può neanche partire in seguito ad un guasto nel giro di formazione.

#### Renault (2016)

##### 2016

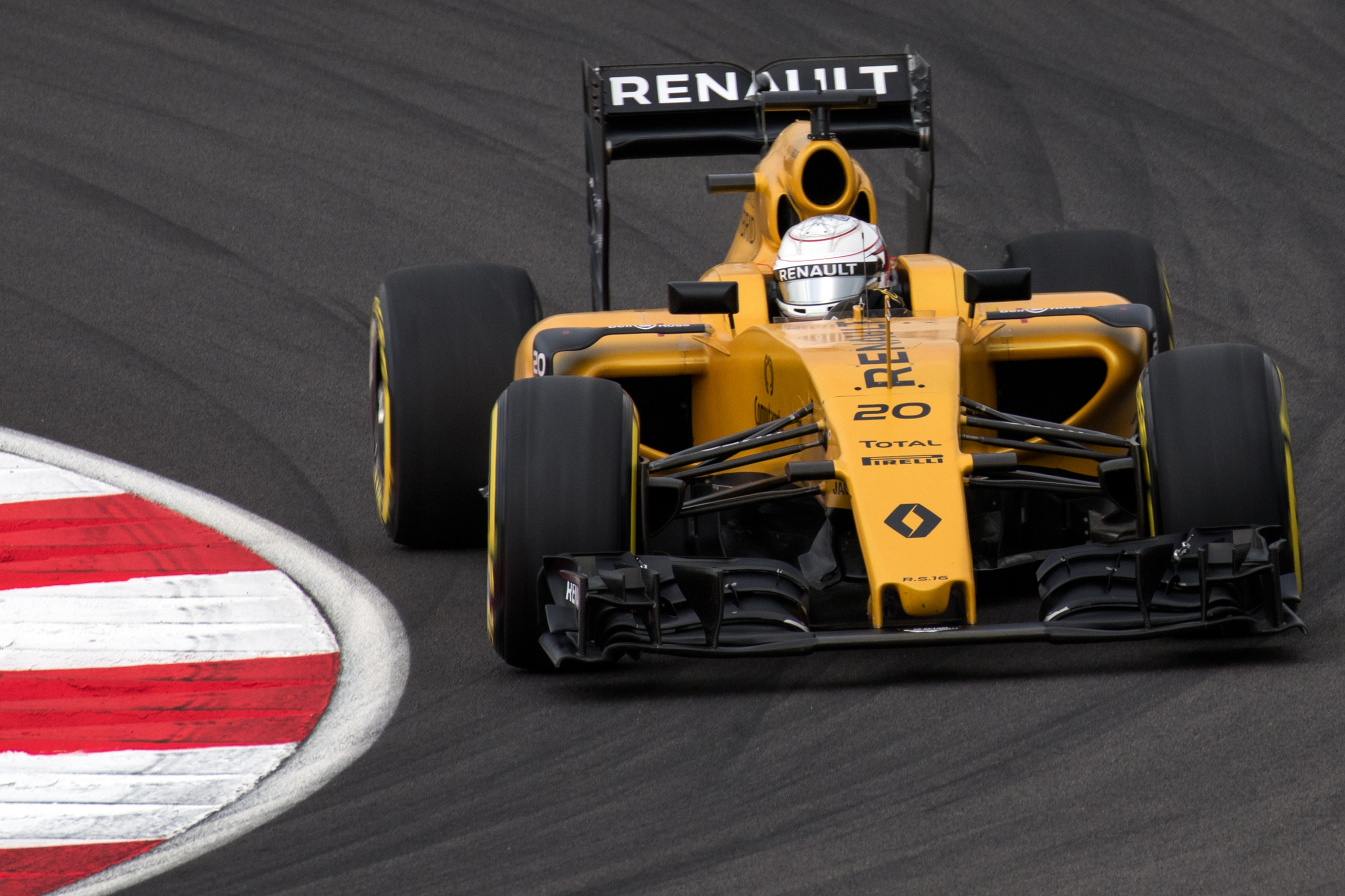
Magnussen nel Gran Premio della Malesia 2016

Il 28 gennaio 2016 viene ingaggiato dalla Renault in sostituzione di Pastor Maldonado. La monoposto della scuderia francese si rivela poco competitiva, confinando Magnussen nella seconda metà dello schieramento. Il primo piazzamento a punti arriva nella quarta gara della stagione, il Gran Premio di Russia, nel quale il pilota danese taglia il traguardo in settima posizione dopo essere partito diciassettesimo. Nei Gran Premi successivi sia Magnussen che il compagno di squadra Palmer non riescono a portare a casa dei punti. Il pilota danese ottiene per miglior risultato due quattordicesimi posti in Europa e Austria. Nel Gran Premio del Belgio è protagonista di un brutto incidente in uscita dal Raidillon, che costringe i commissari ad esporre la bandiera rossa. Dopo 11 gare fuori dai punti Magnussen torna a marcare punti, arrivando decimo nel Gran Premio di Singapore.
La stagione si rivela comunque abbastanza positiva dato che riesce spesso a battere il compagno di squadra sia in qualifica che in gara.

#### Haas e il primo ritiro (2017-2020)

##### 2017

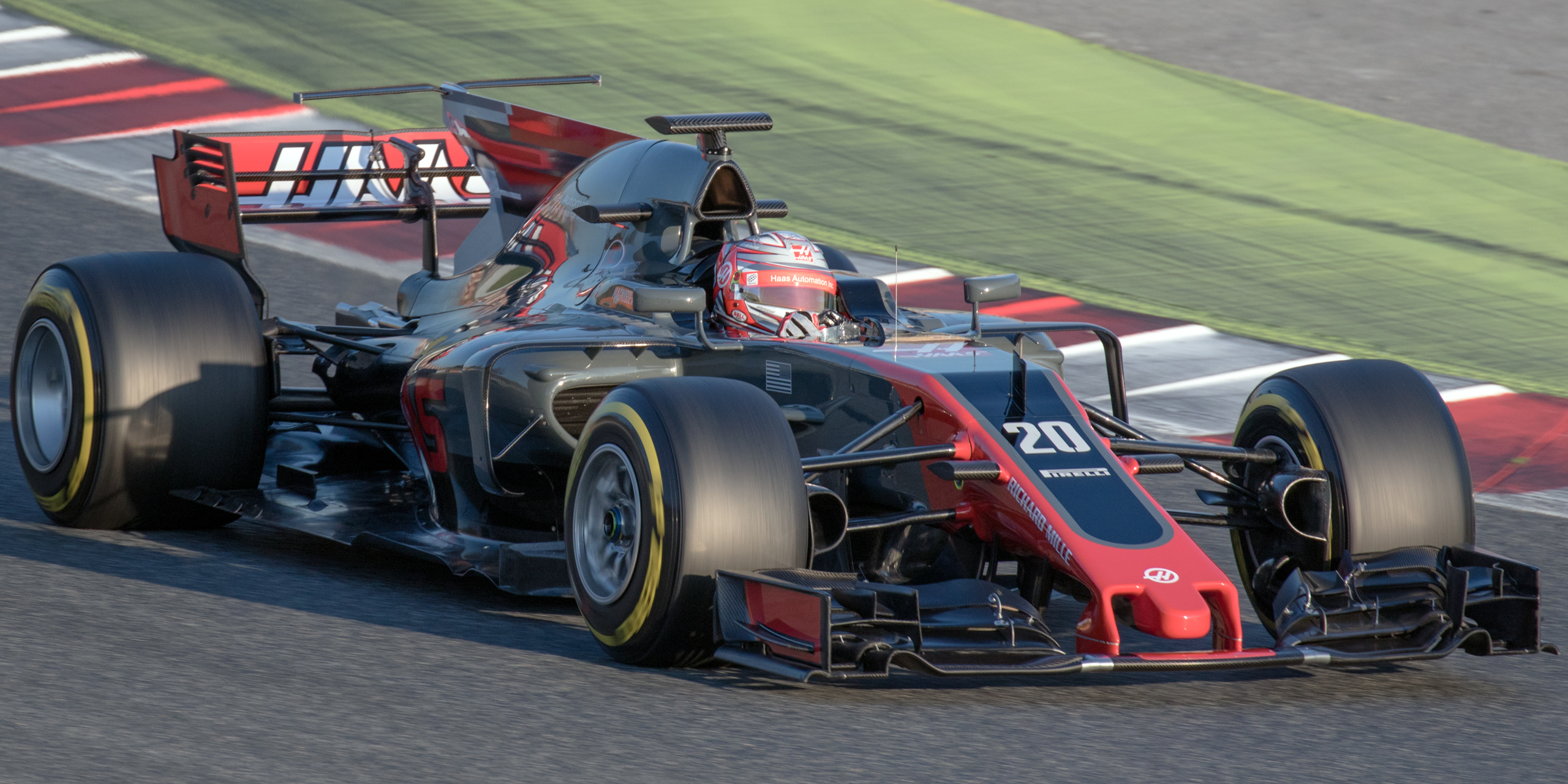
Magnussen durante i test del 2017

L'11 novembre 2016 viene ufficializzato il suo passaggio alla scuderia Haas F1 Team facendo coppia col confermato Romain Grosjean. Il danese prende il posto del messicano Esteban Gutiérrez, che nella stagione passata non era mai riuscito a conquistare dei punti, ottenendo come miglior piazzamento ben cinque undicesimi posti. Nel corso della stagione alterna ottime prestazioni a risultati deludenti. Conquista i primi punti stagionali nella seconda gara in Cina dopo il ritiro in Australia. Torna a punti a Monaco, prima gara in cui entrambe le Haas arrivano in zona punti. Nella rocambolesca gara di Baku ottiene il suo miglior piazzamento stagionale con il settimo posto. Conquista punti anche in Giappone e in Messico, entrambi conclusi con l'ottavo posto. Termina la stagione con 19 punti che gli valgono il 14º posto in classifica.

##### 2018

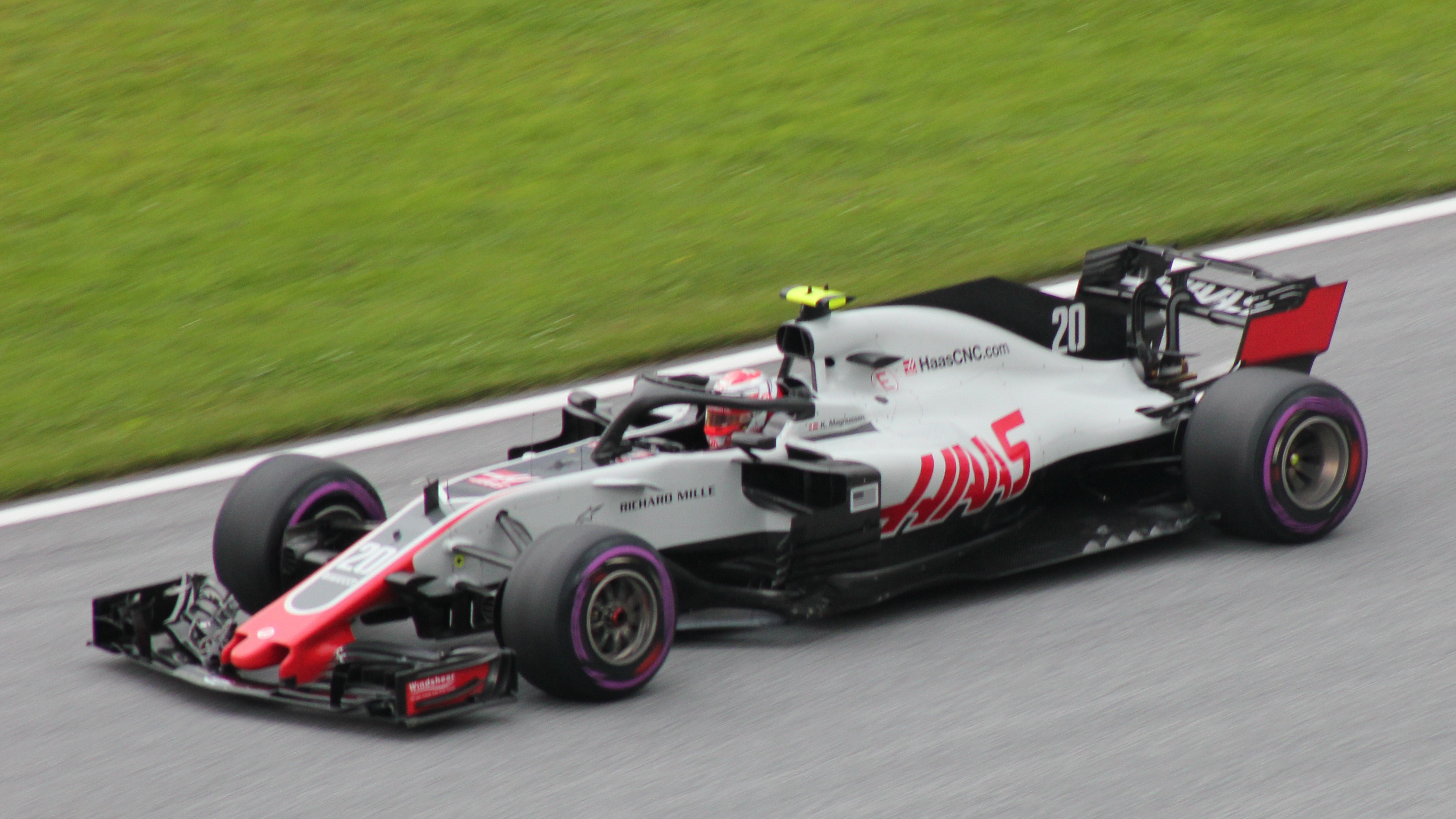
Il danese al volante della Haas VF-18 nel Gran Premio d' Austria

Il 2018 non inizia certamente nel migliore dei modi per la Haas. Infatti in Australia, mentre i due piloti occupavano la 4ª e 5ª posizione, frutto di un'ottima qualifica e di una buona partenza, sono costretti entrambi al ritiro dopo il pit-stop per un problema delle pistole nel fissaggio gomme. Nella gara successiva, in Bahrein, Magnussen è protagonista di un ottimo weekend che lo vede arrivare 5º, miglior risultato della prima parte di stagione. Anche in Cina conquista la zona punti, arrivando decimo. In Azerbaigian arriva 13º, e ottiene lo stesso piazzamento a Monaco e in Canada. Sia in Spagna che in Francia raggiunge il sesto posto. Nelle successive otto gare giunge per cinque volte in zona punti. Nel Gran Premio di Singapore, pur ottenendo un mediocre diciottesimo posto, si rende protagonista col giro veloce in gara, che è al contempo il primo della sua carriera, della storia della sua scuderia e, in assoluto, il primo di un pilota danese in Formula 1. Torna a punti in Russia, dove coglie un ottavo posto. Dopo una serie di gare fuori dalla zona punti, termina nono in Brasile e decimo ad Abu Dhabi. Magnussen completa la sua stagione migliore in termini di risultati, con il nono posto in classifica e 56 punti conquistati.

##### 2019

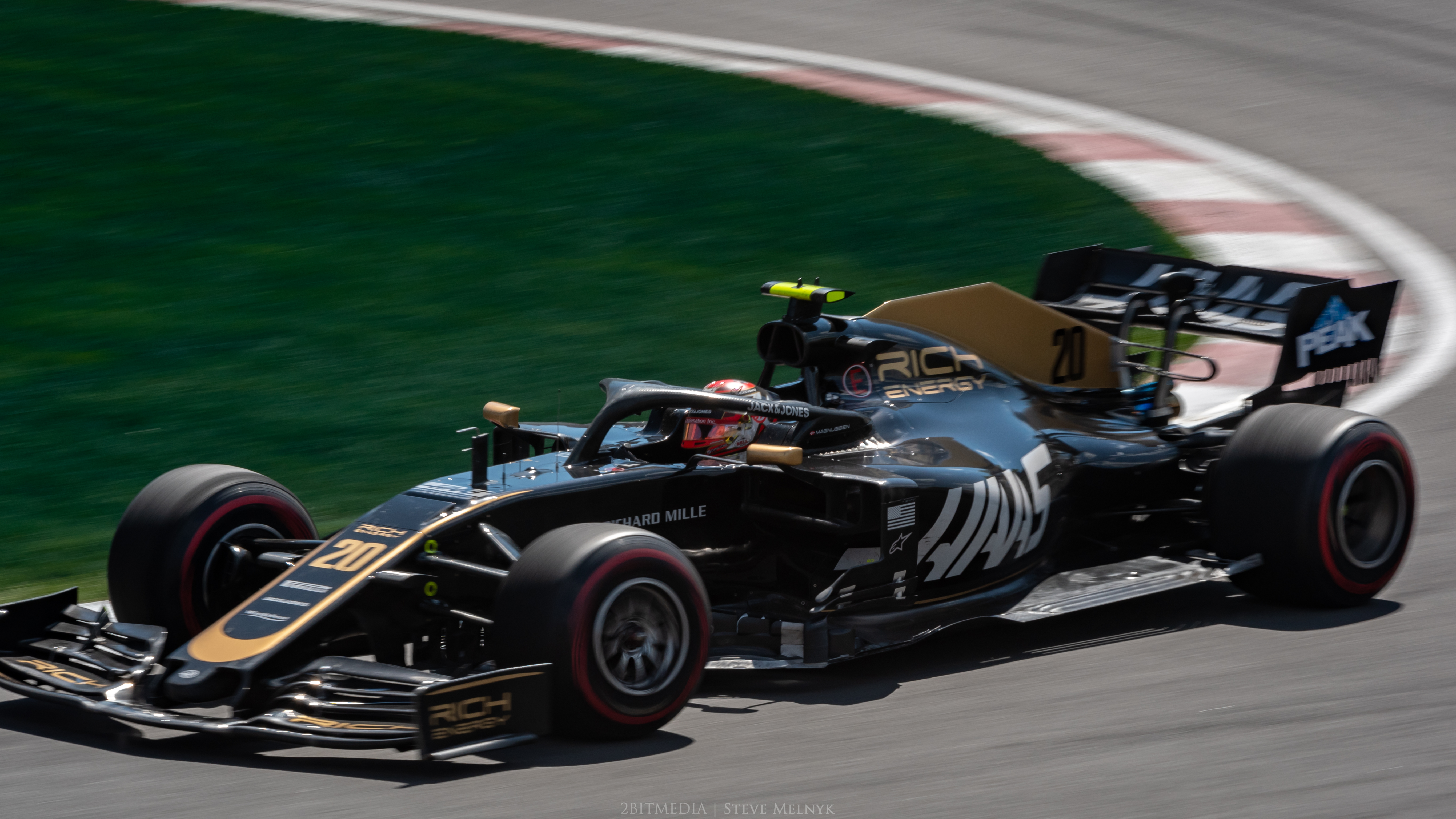
Magnussen a guida della Haas VF-19 durante il Gran Premio del Canada 2019

Il 2019 si rivela un anno negativo per la Haas, ma il pilota danese riesce comunque a fare meglio del suo compagno di squadra Grosjean. Magnussen comincia bene il campionato, arrivando a chiudere a punti il Gran Premio inaugurale in Australia, con un ottimo sesto posto. Nel resto della stagione arriva a punti in altre occasioni, in Spagna (settimo), nella pazza gara del Gran Premio di Germania dove si classifica ottavo davanti a Lewis Hamilton e nel Gran Premio di Russia concludendo in nona posizione. Chiude la stagione al sedicesimo posto in classifica generale con 20 punti. Come nel 2018, ottiene il giro più veloce in gara nel Gran Premio di Singapore, il secondo nella storia della scuderia americana, ma essendo arrivato fuori dai primi dieci non riceve il punto addizionale.

##### 2020
Nel 2020 viene confermato dal team ma si dimostra un anno ancor più negativo per la Haas. I primi due round del campionato in Austria, si rivelano difficili per entrambi i piloti del team statunitense, data la scarsa competitività della VF-20. Nonostante ciò al Gran Premio successivo in Ungheria, Magnussen riesce ad andare a punti arrivando 9º ma a causa di una penalità viene classificato 10º, conquistando quello che sarà il suo unico punto della stagione. Per tutto il resto delle gare infatti il danese non riesce ad arrivare tra i primi dieci, e conclude il campionato al ventesimo posto. A pochi Gran Premi dalla fine della stagione Magnussen annuncia ufficialmente il ritiro dalla Formula 1, chiudendo così la sua prima parte di carriera nella categoria.

#### Il ritorno in Formula 1 con la Haas (2022-2024)

##### 2022

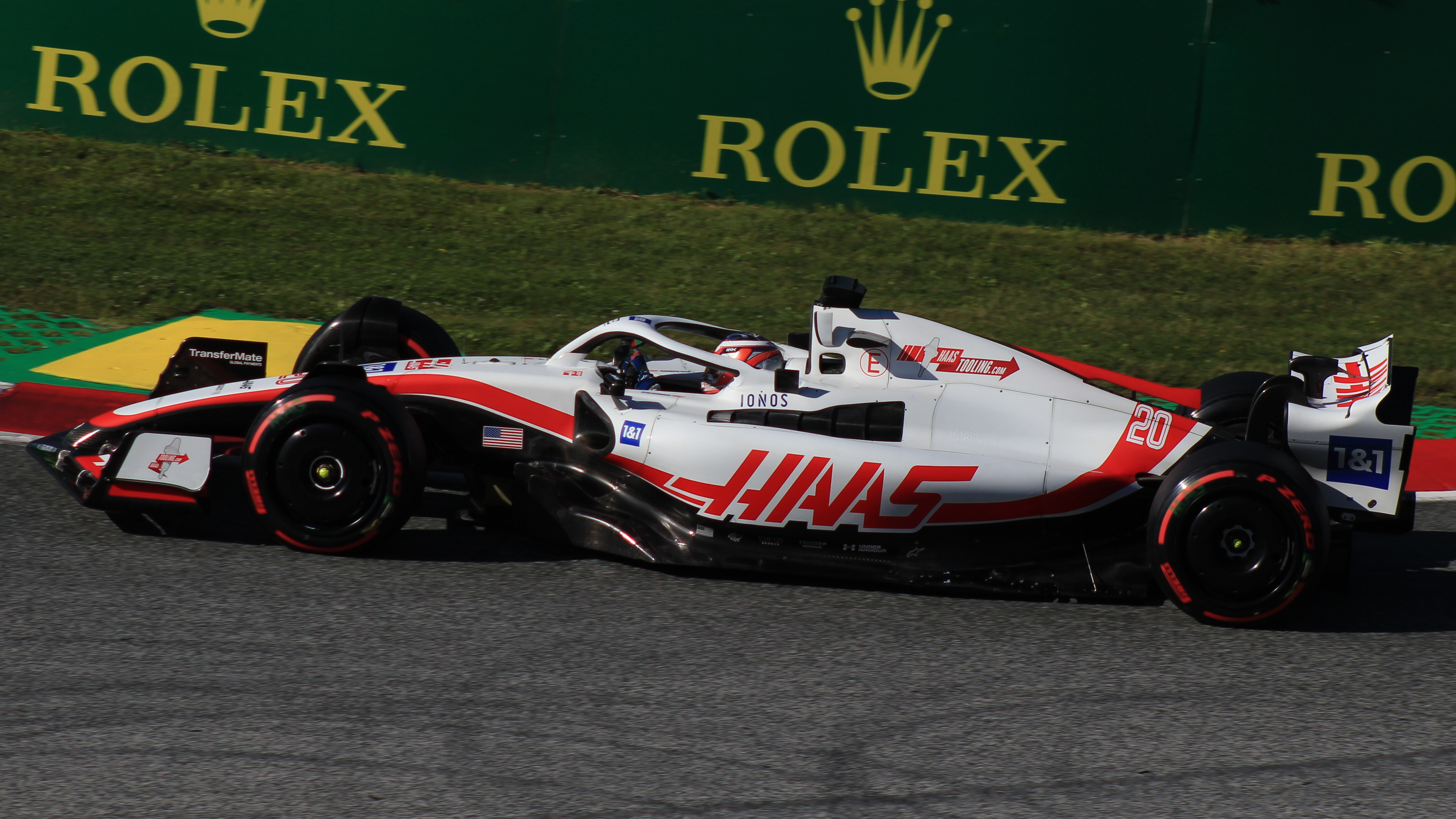
Magnussen nel Gran Premio d'Austria 2022, concluso all'ottavo posto.

Nel marzo del 2022, il team Haas licenzia il suo pilota titolare, Nikita Mazepin, coinvolto nel giro di atleti russi esclusi dalle competizioni per via dell'invasione dell'Ucraina, richiamando alla guida Magnussen per l'intera stagione 2022 di Formula 1 (il quale, così, segna il suo ritorno nella massima categoria automobilistica dopo un anno di assenza). Il danese farà il suo debutto con la VF-22 nella seconda giornata dei test in Bahrain, segnando - per l’occasione - il primo tempo assoluto. Al Gran Premio inaugurale, in Bahrain, il pilota della Haas fa segnare il settimo tempo in qualifica, concludendo la gara in quinta posizione, riportando i primi punti alla scuderia statunitense dopo due anni. Nel Gran Premio d'Arabia Saudita chiude ancora a punti, finendo nono. Al Gran Premio dell'Emilia-Romagna Magnussen termina la sessione di qualifiche in quarta posizione, stabilendo il nuovo miglior risultato mai raggiunto in qualifica dalla scuderia Haas, in gara chiude ancora a punti finendo nono.
Le gare successive risultano avare di soddisfazioni: Magnussen è protagonista di un contatto con Lewis Hamilton durante il primo giro del Gran Premio di Spagna; il pilota danese concluderà la gara 17º. A Monaco e a Baku, invece, Magnussen è costretto al ritiro da dei guasti sulla sua Haas VF-22. In Canada Magnussen arriva nuovamente 17º dopo un contatto sempre con Hamilton, mentre in Gran Bretagna e in Austria torna a punti con un decimo ed un ottavo posto. Le gare seguenti si rivelano difficili per la Haas, che manca l'accesso in zona punti per sette gare consecutive. Magnussen torna a segnare punti nel Gran Premio di casa della scuderia, concluso in nona posizione dopo una battaglia con Sebastian Vettel nel corso dell'ultimo giro. Al Gran Premio di San Paolo 2022, in una qualifica resa insidiosa da una leggera pioggia, ottiene la sua prima pole position in carriera; nessun pilota danese era mai riuscito nell'impresa. Nella Sprint race seguente conquista un punto iridato. Magnussen chiude la stagione con 25 punti al tredicesimo posto.

##### 2023
Rimasto con il team americano anche nel 2023, Magnussen viene affiancato da Nico Hülkenberg al interno del box. Nella prima parte della stagione ottiene due decimi posti, il primo in Arabia Saudita e il secondo a Miami.
Durante la pausa estiva il pilota danese ed il suo compagno di team vengono confermati da Günther Steiner per la stagione 2024. Le gare finali della stagione non regalano grandi soddisfazioni a Magnussen, eccezion fatta per il Gran Premio di Singapore, dove ottiene il terzo e ultimo punto stagionale. Conclude un'annata difficile al 19º posto in classifica piloti.

##### 2024
Magnussen, insieme a Hülkenberg sono stati mantenuti dalla Haas per la stagione 2024 dal team statunitense. Nella prima parte della stagione riesce ad arrivare a punti in solo due occasioni, chiude decimo nel Gran Premio d'Australia e ottavo nel Gran Premio d'Austria. Risultati inferiori rispetto al compagno tedesco che riesce ad ottenere molti più punti per il team, inoltre per colpa di diverse penalità ha accumulato 10 penalty points sulla patente. In vista del Gran Premio d'Ungheria, Magnussen ha annunciato che lascerà la squadra alla fine della stagione. Nel Gran Premio d'Italia il danese ottiene un'altra penalità perdendo altri due punti sulla patente arrivando quindi a 12, per questo è costretto a saltare il Gran Premio d'Azerbaigian.

### Endurance

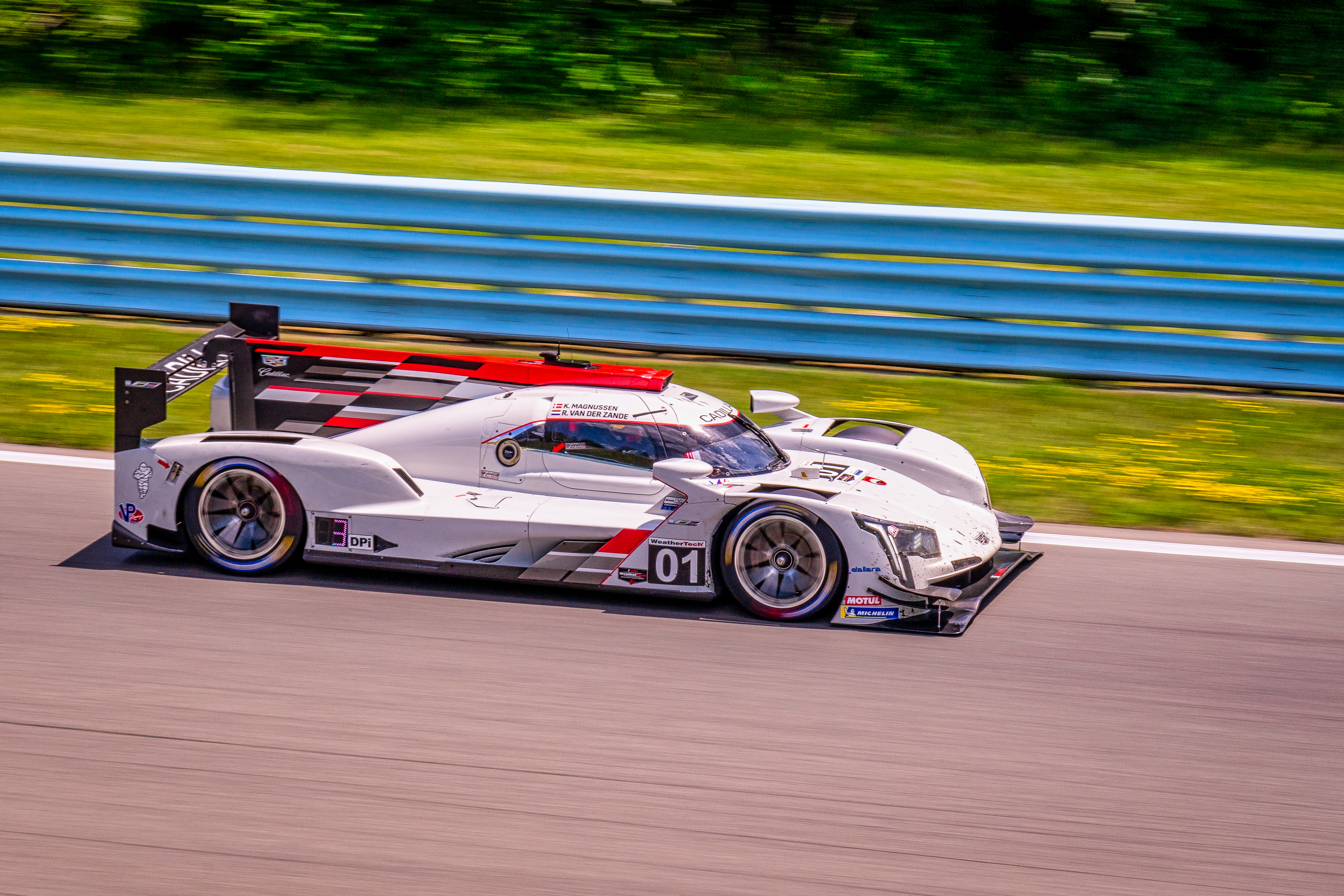
Magnussen sul Circuito di Watkins Glen durante la sua avventura in IMSA nel 2021

Lasciata la Formula 1, nel 2021 prende parte al campionato IMSA WeatherTech SportsCar con il team statunitense Cadillac Chip Ganassi Racing insieme a Renger van der Zande e Scott Dixon. Dopo ottimi risultati nelle prime gare, a Detroit conquista la sua prima pole nella categoria, il giorno seguente conquistano la loro prima vittoria. A Watkins Glen l'equipaggio conquista il secondo podio nella competizione, giungendo secondi dopo una gara in rimonta. Inoltre partecipa alla 24 Ore di Le Mans 2021 insieme a suo padre, Jan Magnussen, con il team High Class Racing nella classe LMP2.
Sempre in quel anno il pilota danese firma con il marchio Peugeot, diventandone pilota ufficiale a partire dal 2022. Magnussen è il primo pilota che viene annunciato per il programma Hypercar nel campionato Campionato del mondo endurance. La vettura Peugeot 9X8 però non viene omologata in tempo per la 1000 Miglia di Sebring e le altre due gare successive tra cui anche la 24 Ore di Le Mans. Visti i ritardi partecipa alla 24 Ore di Daytona nella classe DPi con il team Cadillac Chip Ganassi Racing, condividendo il volante della Cadillac DPi-V.R con Earl Bamber, Alex Lynn e l'ex pilota di Formula 1 Marcus Ericsson.
Con l'annuncio del suo ritorno in Formula 1 con il team Haas, e con la conseguente rescissione del contratto che lo legava alla casa francese, Magnussen non prende parte a nessun gara del WEC nel 2022. Nel dicembre 2022, conclusa la stagione di Formula 1, torna a correre una gara di durata, la 12 Ore del Golfo sul Circuito di Yas Marina, assieme a suo padre Jan e Mark Kvamme; l'equipaggio porta la Ferrari 488 gestita dal team MDK Motorsports al settimo posto.
Nel 2023 oltre agli impegni in Formula 1 Kevin doveva partecipare alla 24 Ore di Daytona 2023 nella classe GTD con la Porsche 991 GT3 del team MDK Motorsports, ma per colpa di un'operazione al polso è costretto a saltare la corsa.
Dopo il suo secondo addio alla Formula 1 viene ingaggiato dal team BMW M Team WRT per la stagione 2025 del WEC. Il pilota danese completerà l'equipaggio della vettura #15 al fianco di Raffaele Marciello e Dries Vanthoor. Inoltre, sempre con la BMW, prenderà, parte alla 24 Ore di Daytona e alla 12 ore di Sebring.

### IndyCar
Nel 2021 ha debuttato in IndyCar con il team McLaren, in sostituzione dell’infortunato Felix Rosenqvist, alla tappa svoltasi sul circuito di Road America. In gara dopo aver fatto sei giri in testa è costretto al ritiro per un problema al motore. Inoltre nel 2022 prende parte ad un test con il team Chip Ganassi Racing.

## Risultati

### Riepilogo
| Stagione | Campionato                                 | Team                         | Gare         | Vittorie     | Pole         | GpV          | Podi         | Punti        | Pos          |
| -------- | ------------------------------------------ | ---------------------------- | ------------ | ------------ | ------------ | ------------ | ------------ | ------------ | ------------ |
| 2008     | Danish Formula Ford Championship           | Fukamuni Racing              | 15           | 11           | 6            | 10           | 12           | 267          | 1º           |
| 2008     | Formula Ford Duratec Benelux               | Fukamuni Racing              | 2            | 0            | 0            | 0            | 0            | 19           | 19º          |
| 2008     | Formula Ford Festival – Duratec Class      | Fukamuni Racing              | 1            | 0            | 0            | 0            | 0            | N/A          | 7º           |
| 2008     | Formula Ford NEZ                           | Fukamuni Racing              | 1            | 1            | 1            | 1            | 1            | 27           | 4º           |
| 2008     | ADAC Formel Masters                        | Van Amersfoort Racing        | 4            | 0            | 0            | 1            | 2            | 30           | 12º          |
| 2008     | Formula Renault 2.0 Portugal Winter Series | Motopark Academy             | 2            | 0            | 0            | 0            | 1            | 12           | 10º          |
| 2009     | Formula Renault 2.0 NEC                    | Motopark Academy             | 14           | 1            | 2            | 4            | 12           | 278          | 2º           |
| 2009     | Eurocup Formula Renault 2.0                | Motopark Academy             | 14           | 0            | 0            | 1            | 1            | 50           | 7º           |
| 2009     | Renault Clio Cup Denmark                   | N.D.                         | 2            | 0            | 0            | 0            | 1            | 18           | 12º          |
| 2010     | F3 tedesca                                 | Motopark Academy             | 18           | 3            | 0            | 0            | 8            | 96           | 3º           |
| 2010     | F3 Euro Series                             | Motopark Academy             | 2            | 1            | 0            | 0            | 1            | 8            | 12º          |
| 2011     | F3 britannica                              | Carlin                       | 29           | 7            | 6            | 9            | 9            | 237          | 2º           |
| 2011     | Masters di Formula 3                       | Carlin                       | 1            | 0            | 0            | 0            | 1            | N/A          | 3º           |
| 2011     | Gran Premio di Macao                       | Carlin                       | 1            | 0            | 0            | 0            | 0            | N/A          | 14º          |
| 2012     | Formula Renault 3.5 Series                 | Carlin                       | 17           | 1            | 3            | 0            | 3            | 106          | 7º           |
| 2012     | Formula 1                                  | McLaren                      | Collaudatore | Collaudatore | Collaudatore | Collaudatore | Collaudatore | Collaudatore | Collaudatore |
| 2013     | Formula Renault 3.5 Series                 | DAMS                         | 17           | 5            | 8            | 3            | 13           | 274          | 1º           |
| 2013     | Formula 1                                  | McLaren                      | Collaudatore | Collaudatore | Collaudatore | Collaudatore | Collaudatore | Collaudatore | Collaudatore |
| 2014     | Formula 1                                  | McLaren                      | 19           | 0            | 0            | 0            | 1            | 55           | 11º          |
| 2015     | Formula 1                                  | McLaren                      | 0            | 0            | 0            | 0            | 0            | 0            | NC           |
| 2016     | Formula 1                                  | Renault                      | 21           | 0            | 0            | 0            | 0            | 7            | 16º          |
| 2017     | Formula 1                                  | Haas                         | 20           | 0            | 0            | 0            | 0            | 19           | 14º          |
| 2018     | Formula 1                                  | Haas                         | 21           | 0            | 0            | 1            | 0            | 56           | 9º           |
| 2019     | Formula 1                                  | Haas                         | 21           | 0            | 0            | 1            | 0            | 20           | 16º          |
| 2020     | Formula 1                                  | Haas                         | 17           | 0            | 0            | 0            | 0            | 1            | 20º          |
| 2021     | IMSA - DPi                                 | Cadillac Chip Ganassi Racing | 9            | 1            | 1            | 4            | 5            | 2879         | 7º           |
| 2021     | 24 Ore di Le Mans - LMP2                   | High Class Racing            | 1            | 0            | 0            | 0            | 0            | N/A          | 17º          |
| 2021     | IndyCar Series                             | Arrow McLaren SP             | 1            | 0            | 0            | 0            | 0            | 7            | 42º          |
| 2022     | IMSA - DPi                                 | Cadillac Racing              | 1            | 0            | 0            | 0            | 0            | 265          | 23º          |
| 2022     | Formula 1                                  | Haas                         | 22           | 0            | 1            | 0            | 0            | 25           | 13º          |
| 2023     | Formula 1                                  | Haas                         | 22           | 0            | 0            | 0            | 0            | 3            | 19º          |
| 2024     | Formula 1                                  | Haas                         | 22           | 0            | 0            | 1            | 0            | 16           | 15º          |

* Stagione in corso.

### F3 Euro Series
(legenda) (Le gare in grassetto indicano la pole position) (Gare in corsivo indicano Gpv)
| Anno | Team             | Telaio           | Motore     | 1   | 2   | 3   | 4   | 5   | 6   | 7   | 8   | 9   | 10  | 11  | 12  | 13  | 14  | 15  | 16  | 17  | 18  | Punti | Pos. |
| ---- | ---------------- | ---------------- | ---------- | --- | --- | --- | --- | --- | --- | --- | --- | --- | --- | --- | --- | --- | --- | --- | --- | --- | --- | ----- | ---- |
| 2010 | Motopark Academy | Dallara F308/099 | Volkswagen | LEC | LEC | HOC | HOC | VAL | VAL | NOR | NOR | NÜR | NÜR | ZAN | ZAN | BRH | BRH | OSC | OSC | HOC | HOC | 8     | 12º  |
| 2010 | Motopark Academy | Dallara F308/099 | Volkswagen |     |     |     |     | 7   | 1   |     |     |     |     |     |     |     |     |     |     |     |     | 8     | 12º  |

### Formula Renault 3.5
(legenda) (Le gare in grassetto indicano la pole position) (Gare in corsivo indicano Gpv)
† Non ha finito, ma è stato classificato per aver completato più del 90% della distanza di gara.

### Risultati in Formula 1
| 2014 | Scuderia | Vettura |   |   |     |    |    |    |   |   |   |   |    |    |    |    |    |   |   |   |    |  |  |  |  |  | Punti | Pos. |
| ---- | -------- | ------- | - | - | --- | -- | -- | -- | - | - | - | - | -- | -- | -- | -- | -- | - | - | - | -- |  |  |  |  |  | ----- | ---- |
| 2014 | McLaren  | MP4-29  | 2 | 9 | Rit | 13 | 12 | 10 | 9 | 7 | 7 | 9 | 12 | 12 | 10 | 10 | 14 | 5 | 8 | 9 | 11 |  |  |  |  |  | 55    | 11º  |

| 2015 | Scuderia | Vettura |    |  |  |  |  |  |  |  |  |  |  |  |  |  |  |  |  |  |  |  |  |  |  |  | Punti | Pos. |
| ---- | -------- | ------- | -- |  |  |  |  |  |  |  |  |  |  |  |  |  |  |  |  |  |  |  |  |  |  |  | ----- | ---- |
| 2015 | McLaren  | MP4-30  | NP |  |  |  |  |  |  |  |  |  |  |  |  |  |  |  |  |  |  |  |  |  |  |  |       |      |

| 2016 | Scuderia | Vettura |    |    |    |   |    |     |    |    |    |    |    |    |     |    |    |     |    |    |    |    |     |  |  |  | Punti | Pos. |
| ---- | -------- | ------- | -- | -- | -- | - | -- | --- | -- | -- | -- | -- | -- | -- | --- | -- | -- | --- | -- | -- | -- | -- | --- |  |  |  | ----- | ---- |
| 2016 | Renault  | R.S.16  | 12 | 11 | 17 | 7 | 15 | Rit | 16 | 14 | 14 | 17 | 15 | 16 | Rit | 17 | 10 | Rit | 14 | 12 | 17 | 14 | Rit |  |  |  | 7     | 16º  |

| 2017 | Scuderia | Vettura |     |   |     |    |    |    |    |   |     |    |    |    |    |     |    |   |    |   |     |    |  |  |  |  | Punti | Pos. |
| ---- | -------- | ------- | --- | - | --- | -- | -- | -- | -- | - | --- | -- | -- | -- | -- | --- | -- | - | -- | - | --- | -- |  |  |  |  | ----- | ---- |
| 2017 | Haas     | VF-17   | Rit | 8 | Rit | 13 | 14 | 10 | 12 | 7 | Rit | 12 | 13 | 15 | 11 | Rit | 12 | 8 | 16 | 8 | Rit | 13 |  |  |  |  | 19    | 14º  |

| 2018 | Scuderia | Vettura |     |   |    |    |   |    |    |   |   |   |    |   |   |    |    |   |     |    |    |   |    |  |  |  | Punti | Pos. |
| ---- | -------- | ------- | --- | - | -- | -- | - | -- | -- | - | - | - | -- | - | - | -- | -- | - | --- | -- | -- | - | -- |  |  |  | ----- | ---- |
| 2018 | Haas     | VF-18   | Rit | 5 | 10 | 13 | 6 | 13 | 13 | 6 | 5 | 9 | 11 | 7 | 8 | 16 | 18 | 8 | Rit | SQ | 15 | 9 | 10 |  |  |  | 56    | 9º   |

| 2019 | Scuderia | Vettura |   |    |    |    |   |    |    |    |    |     |   |    |    |     |    |   |    |    |    |    |    |  |  |  | Punti | Pos. |
| ---- | -------- | ------- | - | -- | -- | -- | - | -- | -- | -- | -- | --- | - | -- | -- | --- | -- | - | -- | -- | -- | -- | -- |  |  |  | ----- | ---- |
| 2019 | Haas     | VF-19   | 6 | 13 | 13 | 13 | 7 | 14 | 17 | 17 | 19 | Rit | 8 | 13 | 12 | Rit | 17 | 9 | 15 | 15 | 18 | 11 | 14 |  |  |  | 20    | 16º  |

| 2020 | Scuderia | Vettura |     |    |    |     |     |    |    |     |     |    |    |    |     |    |    |    |    |  |  |  |  |  |  |  | Punti | Pos. |
| ---- | -------- | ------- | --- | -- | -- | --- | --- | -- | -- | --- | --- | -- | -- | -- | --- | -- | -- | -- | -- |  |  |  |  |  |  |  | ----- | ---- |
| 2020 | Haas     | VF-20   | Rit | 12 | 10 | Rit | Rit | 15 | 17 | Rit | Rit | 12 | 13 | 16 | Rit | 17 | 17 | 15 | 18 |  |  |  |  |  |  |  | 1     | 20º  |

| 2022 | Scuderia | Vettura |   |   |    |    |     |    |     |     |   |   |    |     |    |    |    |    |    |    |   |    |      |    |  |  | Punti | Pos. |
| ---- | -------- | ------- | - | - | -- | -- | --- | -- | --- | --- | - | - | -- | --- | -- | -- | -- | -- | -- | -- | - | -- | ---- | -- |  |  | ----- | ---- |
| 2022 | Haas     | VF-22   | 5 | 9 | 13 | 98 | Rit | 17 | Rit | Rit | 7 | 6 | 87 | Rit | 16 | 16 | 15 | 16 | 12 | 14 | 9 | 17 | Rit8 | 17 |  |  | 25    | 13º  |

| 2023 | Scuderia | Vettura |    |    |    |    |    |    |    |    |    |     |    |    |    |    |    |    |    |    |     |     |    |    |  |  | Punti | Pos. |
| ---- | -------- | ------- | -- | -- | -- | -- | -- | -- | -- | -- | -- | --- | -- | -- | -- | -- | -- | -- | -- | -- | --- | --- | -- | -- |  |  | ----- | ---- |
| 2023 | Haas     | VF-23   | 13 | 10 | 17 | 13 | 10 | 19 | 18 | 17 | 18 | Rit | 17 | 15 | 16 | 18 | 10 | 15 | 14 | 14 | Rit | Rit | 13 | 20 |  |  | 3     | 19º  |

| 2024 | Scuderia | Vettura |    |    |    |    |    |    |    |     |    |    |   |    |    |    |    |    |    |     |     |   |  |    |   |    | Punti | Pos. |
| ---- | -------- | ------- | -- | -- | -- | -- | -- | -- | -- | --- | -- | -- | - | -- | -- | -- | -- | -- | -- | --- | --- | - |  | -- | - | -- | ----- | ---- |
| 2024 | Haas     | VF-24   | 15 | 12 | 10 | 13 | 16 | 19 | 12 | Rit | 12 | 17 | 8 | 12 | 15 | 14 | 18 | 10 | ES | 19* | 117 | 7 |  | 12 | 9 | 16 | 16    | 15º  |

| Legenda | 1º posto     | 2º posto | 3º posto    | A punti         | Senza punti/Non class.  | Grassetto – Pole position Corsivo – Giro più veloce Apice – Risultato Sprint (A punti) |
| Legenda | Squalificato | Ritirato | Non partito | Non qualificato | Solo prove/Terzo pilota | Grassetto – Pole position Corsivo – Giro più veloce Apice – Risultato Sprint (A punti) |

#### Riconoscimenti
- Trofeo Lorenzo Bandini (2022)

### Risultati in IndyCar
| Anno | Squadra          | Telaio       | Motore    | 1   | 2   | 3   | 4   | 5   | 6    | 7   | 8   | 9      | 10  | 11  | 12  | 13  | 14  | 15  | 16  | 17  | Punti | Pos. |
| ---- | ---------------- | ------------ | --------- | --- | --- | --- | --- | --- | ---- | --- | --- | ------ | --- | --- | --- | --- | --- | --- | --- | --- | ----- | ---- |
| 2021 | Arrow McLaren SP | Dallara DW12 | Chevrolet | ALA | STP | TXS | TXS | IMS | INDY | DET | DET | ROA 24 | MDO | TOR | NSH | IMS | GTW | POR | LAG | LBH | 7     | 42º  |

### Risultati Endurance

#### Risultati nel IMSA
(legenda) (Le gare in grassetto indicano la pole position) (Gare in corsivo indicano Gpv)
| Anno | Squadra                      | Classe | Vettura          | 1     | 2     | 3     | 4     | 5     | 6     | 7     | 8     | 9     | 10     | Punti | Pos. |
| ---- | ---------------------------- | ------ | ---------------- | ----- | ----- | ----- | ----- | ----- | ----- | ----- | ----- | ----- | ------ | ----- | ---- |
| 2021 | Cadillac Chip Ganassi Racing | DPi    | Cadillac DPi-V.R | DAY 5 | SEB 5 | MDO 5 | DET 1 | WGL 6 | WGL 2 | ELK 3 | LGA 2 | LBH 2 | PET WD | 2879  | 7º   |
| 2022 | Cadillac Racing              | DPi    | Cadillac DPi-V.R | DAY 6 | SEB   | LBH   | LGA   | HDO   | DET   | WGL   | CTM   | ROA   | PET    | 275   | 23º  |
| 2025 | BMW M Team RLL               | GTP    | BMW M Hybrid V8  | DAY 4 | SEB   | LBH   | LGA   | DET   | WGL   | ROA   | IMS   | PET   |        | 315*  |      |

#### Risultati nel WEC
| Anno    | Squadra        | Classe   | Vettura         | QAT | IMO | SPA | LMS | SÃO | COA | FUJ | BHR | Punti | Pos. |
| ------- | -------------- | -------- | --------------- | --- | --- | --- | --- | --- | --- | --- | --- | ----- | ---- |
| 2025    | BMW M Team WRT | Hypercar | BMW M Hybrid V8 | 4   | 6   | 10  | 17  | 17  |     |     |     | 27*   |      |
| Legenda |                |          |                 |     |     |     |     |     |     |     |     |       |      |

* Stagione in corso.

#### Risultati nella 24 Ore di Le Mans
| Anno | Classe   | N° | Gomme | Vettura                                  | Squadra           | Co-piloti                         | Giri | Pos. Assol. | Pos. di Classe |
| ---- | -------- | -- | ----- | ---------------------------------------- | ----------------- | --------------------------------- | ---- | ----------- | -------------- |
| 2021 | LMP2     | 49 | G     | Oreca 07 Gibson GK428 4.2L V8            | High Class Racing | Jan Magnussen Anders Fjordbach    | 336  | 29º         | 17º            |
| 2025 | Hypercar | 15 | M     | BMW M Hybrid V8 BMW P66/3 4.0 L Turbo V8 | BMW M Team WRT    | Raffaele Marciello Dries Vanthoor | 361  | 31º         | 17º            |

#### Risultati nella 24 Ore di Daytona
| Anno | Classe | N° | Gomme | Vettura                                       | Squadra        | Co-piloti                                     | Giri | Pos. | Class Pos. |
| ---- | ------ | -- | ----- | --------------------------------------------- | -------------- | --------------------------------------------- | ---- | ---- | ---------- |
| 2025 | GTP    | 24 | G     | BMW M Hybrid V8 BMW P66/3 4.0 L Twin-Turbo V8 | BMW M Team RLL | Philipp Eng Raffaele Marciello Dries Vanthoor | 780  | 4º   | 4º         |